# フランソワ＝ユベール・ドルーエ
フランソワ＝ユベール・ドルーエ（François-Hubert Drouais、1727年12月14日 - 1775年10月21日）は、フランスの画家である。18世紀人気のあった肖像画家で、フランス王室の人物などの肖像画を描いた。

## 略歴
成功した肖像画家であったユベール・ドルーエ(Hubert Drouais: 1699-1767)の息子としてパリで生まれた。父親から絵を学んだ後、ドナシャン・ノノットやシャルル＝アンドレ・ヴァン・ロー、シャルル＝ジョゼフ・ナトワール、フランソワ・ブーシェといった当時の有力な画家たちから絵を学んだ。
1757年から王室からの注文を受けるようになり、王太子ルイ・フェルディナンの2人の息子の肖像画が評判になり、生涯を通じて王室の人物の肖像画の注文を受け、特に子供を描いた肖像画に人気があった。
1758年に王立絵画彫刻アカデミーの会員に選ばれた。
ルイ15世の娘たちの肖像画(1762/63年作)やルイ15世の公妾のポンパドゥール夫人の肖像画(1763/64年作)、デュ・バリー夫人の肖像画 (1768/74年作)も描き、1772年にはルイ15世の肖像画も描いた。
同時代に人気のあった肖像画家のモーリス・カンタン・ド・ラ・トゥールらとは異なり、人物の特徴を強調せず、華麗な衣装などで描き、実際より立派な肖像画を描いたとされる。
息子のジャン＝ジェルマン・ドルーエ(Jean-Germain Drouais: 1763-1788)も画家になった。弟子にはカテリーヌ・ルスリエ(Catherine Lusurier: 1752–1781)やジャン＝ルイ・ボワル(Jean-Louis Voille: 1744-1803/1805)、ピエール・イポリット・ルモワーヌ (Pierre-Hippolyte Lemoyne: 1748–1828)らがいる。

## 作品

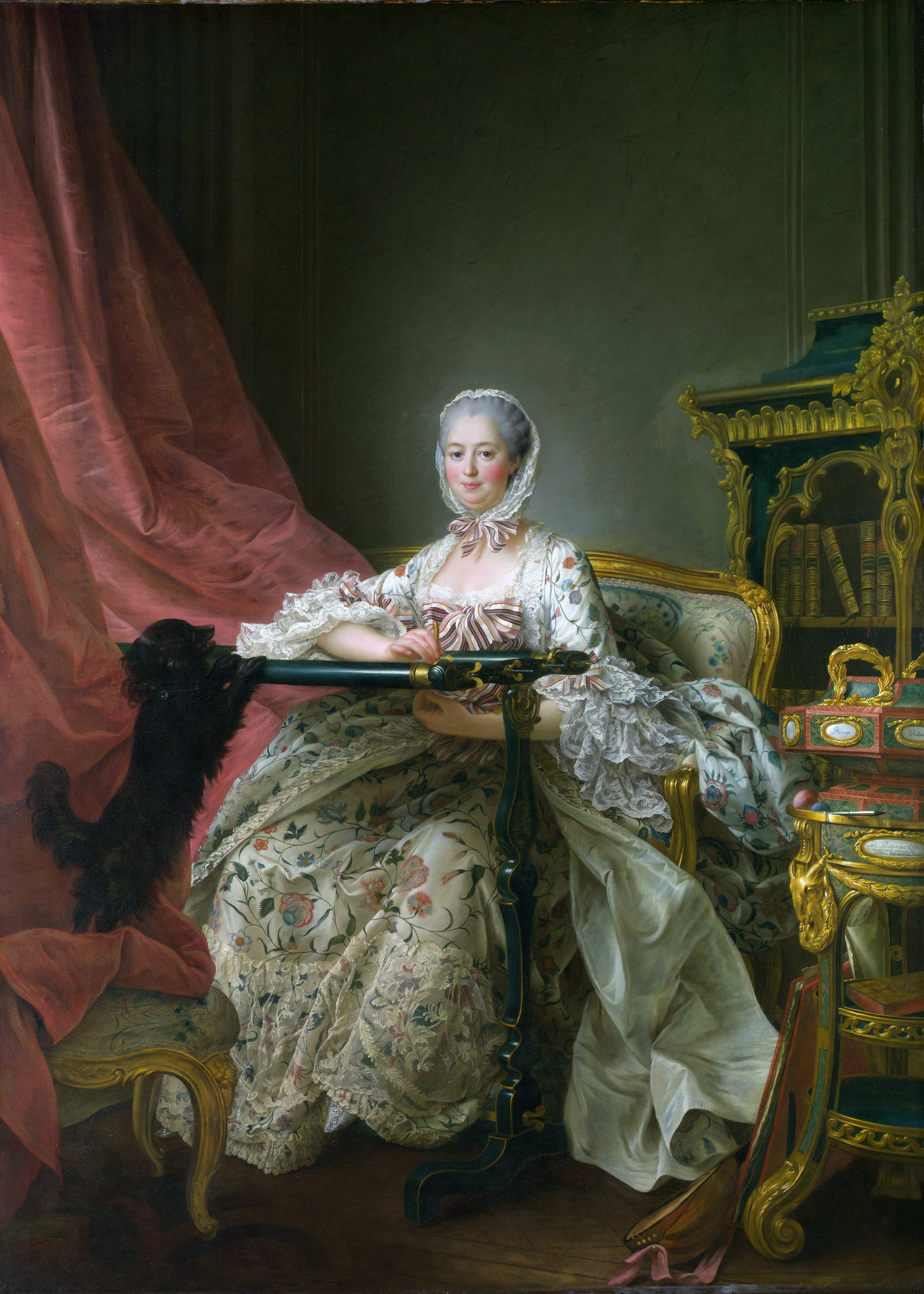
刺繍をするポンパドゥール夫人　(1763/64) ナショナル・ギャラリー (ロンドン)
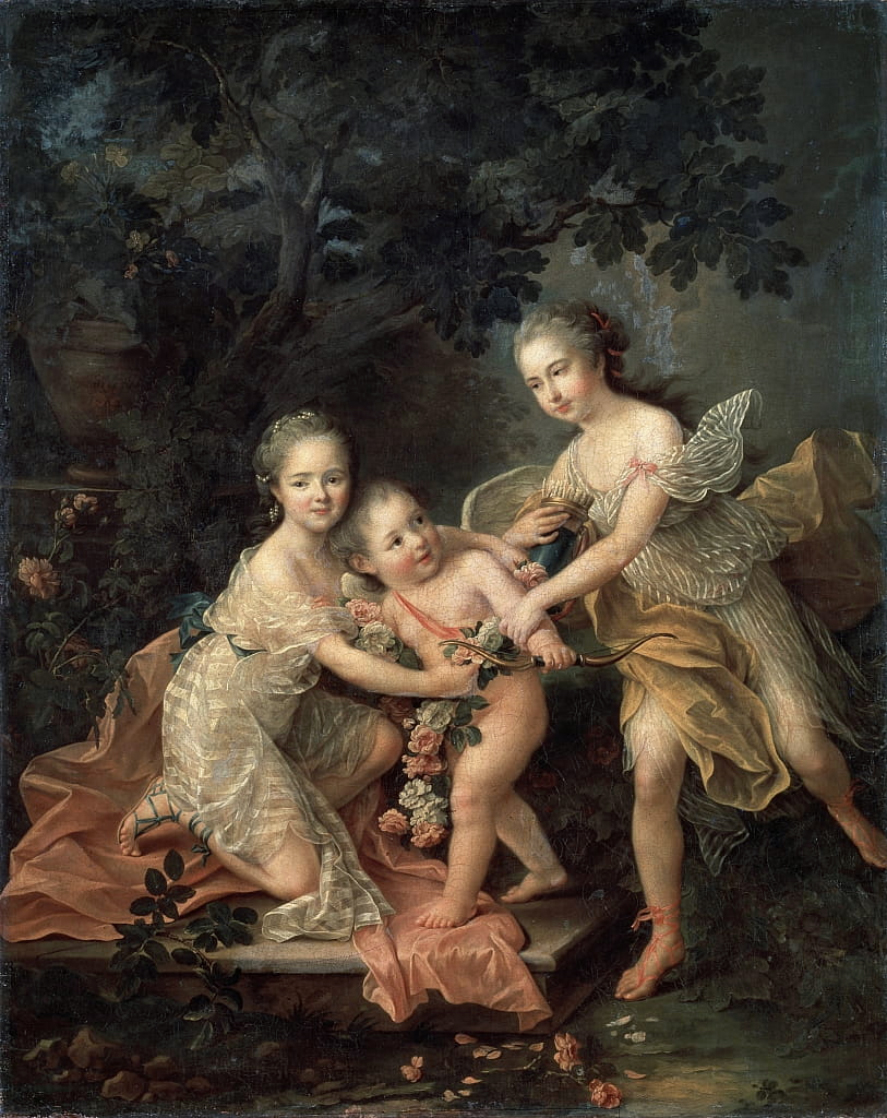
オルレアン公の子供たち (1762) アルメニア国立美術館
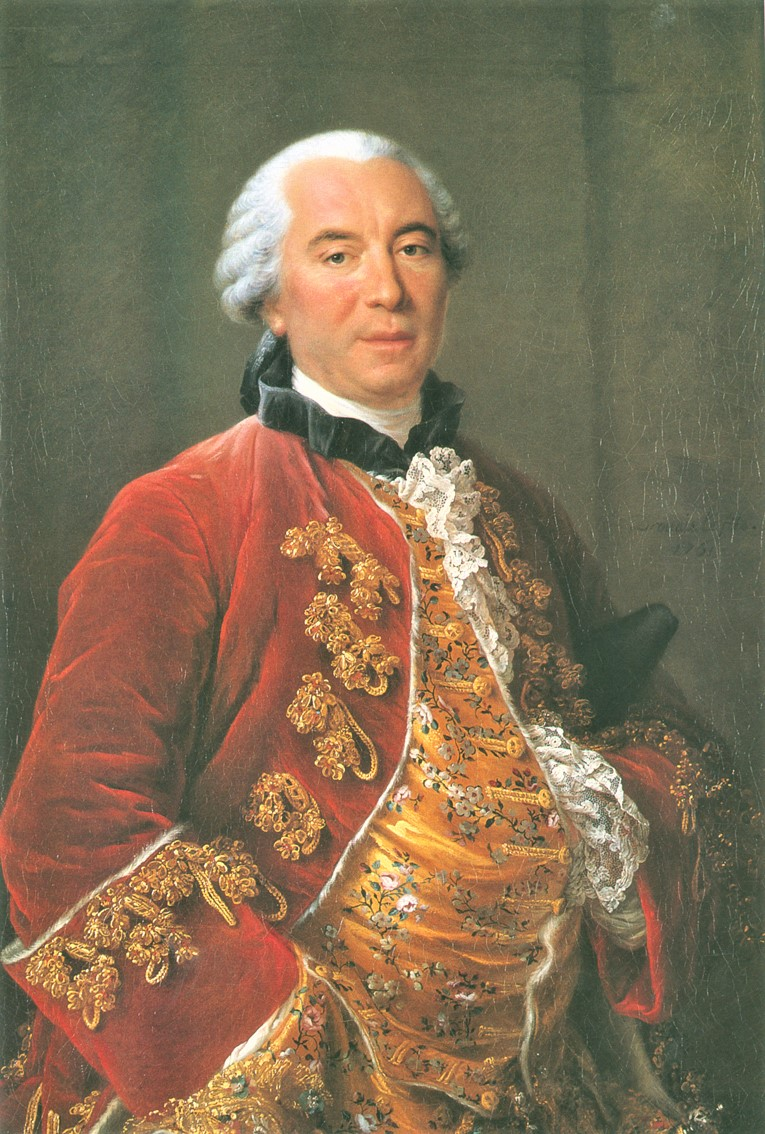
ビュフォン (1753) Musée Buffon, Montbard
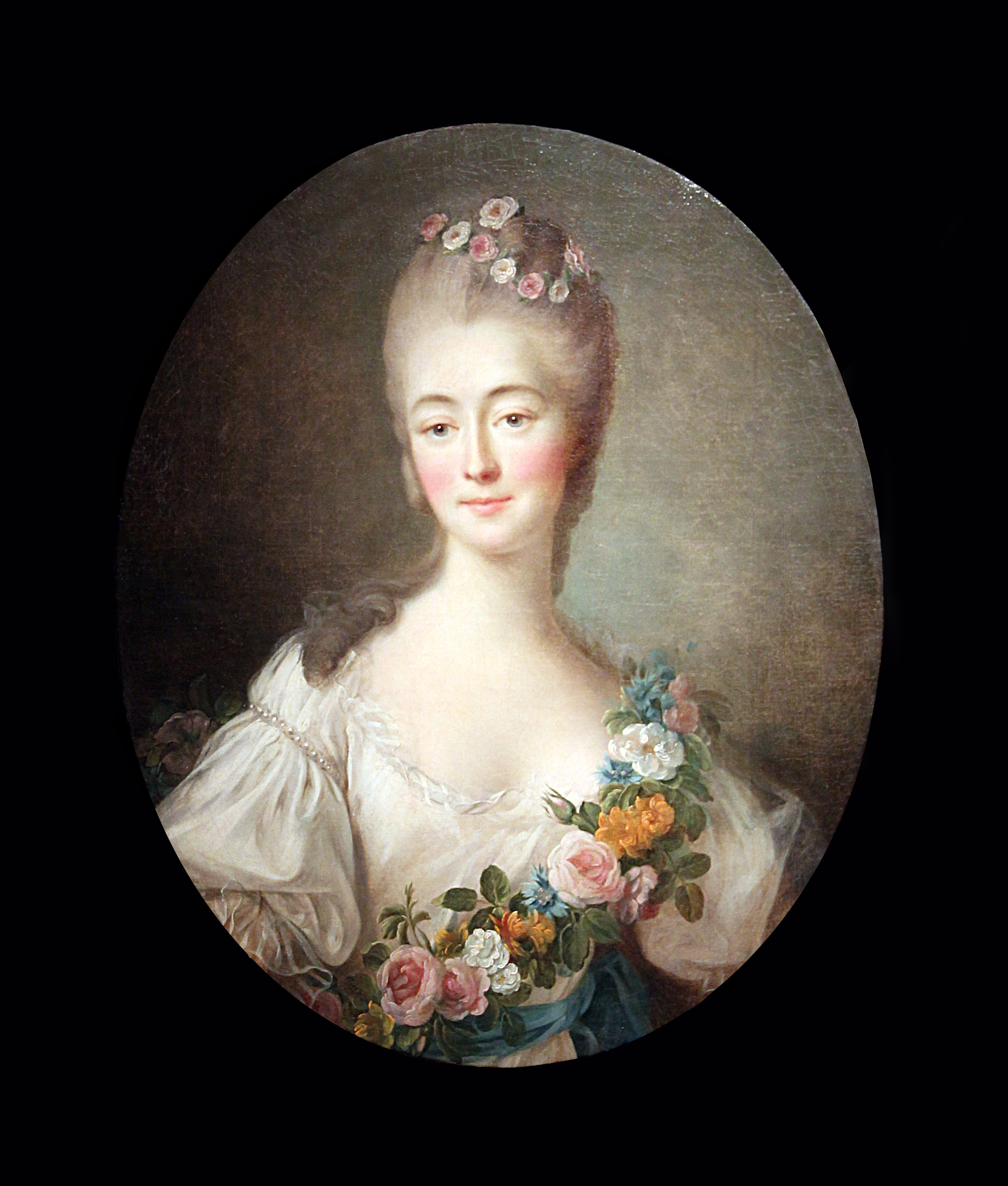
デュ・バリー夫人